# 蝶の舌
『蝶の舌』（ちょうのした、スペイン語: La lengua de las mariposas、ガリシア語: A lingua das bolboretas）は、1999年公開のスペイン映画。マヌエル・リバスの短編集『¿Qué me quieres, amor?』の中の同名小説の映画化。監督はホセ・ルイス・クエルダ、出演はマヌエル・ロサノ、フェルナンド・フェルナン・ゴメス。1999年スペインアカデミー・ゴヤ賞脚色賞を受賞。

## あらすじ
1936年、スペイン、ガリシア地方の片田舎。喘息持ちのモンチョは1年遅れて小学校に入学する。人見知りをしてなかなか周囲に馴染めないモンチョに、担任のグレゴリオ先生は優しく接してくれた。
グレゴリオ先生は決して生徒を差別しなかった。子供たちに授業以外にも、人生のこと、知のことなど色々なことを教えた。先生は、モンチョが蝶に興味をもったこと知り、一緒に虫取りに行く。先生は、蝶の舌を見たいと願うモンチョに、顕微鏡で見せることを約束する。モンチョは先生の下で、確実に人間的に成長していく。
しかしスペイン内戦が勃発。ファシストの勢力はこの地方にも及ぼうとしていた。そして共和派である先生にもじわじわと危険が迫る。

## スタッフ
- 製作 - フェルナンド・ボバイラ
- 監督 - ホセ・ルイス・クエルダ（英語版）
- 脚本 - ホセ・ルイス・クエルダ、ラファエル・アスコナ、マヌエル・リバス（英語版）
- 音楽 - アレハンドロ・アメナーバル

## キャスト
| 役名                       | 俳優                             | 日本語吹替 |
| -------------------------- | -------------------------------- | ---------- |
| ドン・グレゴリオ先生       | フェルナンド・フェルナン・ゴメス | 稲垣隆史   |
| モンチョ                   | マヌエル・ロサノ                 | 常盤祐貴   |
| ローサ（モンチョの母親）   | ウシア・ブランコ                 | 野沢由香里 |
| ラモン（モンチョの父親）   | ゴンサロ・ウリアルテ             | 千田光男   |
| アンドレス（モンチョの兄） | アレクシス・デ・ロス・サントス   | 藤田大助   |

- その他の声の吹き替え：楠見尚己、田原アルノ、水野龍司、石井隆夫、藤貴子、中博史、岩崎ひろし、髙月希海